# Kirkland (Illinois)
Kirkland è un villaggio degli Stati Uniti d'America, situato nello Stato dell'Illinois, nella contea di DeKalb.